# Jean VI (patriarche d'Antioche)
Pour les articles homonymes, voir Jean VI.
Jean VI d'Antioche fut patriarche d'Antioche de l'Église jacobite du 18 juillet 954 au 31 janvier 957.